# Reflektor
| Recensione           | Giudizio |
| -------------------- | -------- |
| AllMusic             |          |
| The A.V. Club        | B        |
| The Guardian         |          |
| NME                  | 8/10     |
| Entertainment Weekly | B        |
| Pitchfork            | 9.2/10   |
| The Independent      |          |
| The Daily Telegraph  |          |
| Rolling Stone        |          |
| Spin                 | 9/10     |
| Ondarock             | 8/10     |

Reflektor è il quarto album della band indie rock canadese Arcade Fire. La pubblicazione era prevista per il 28 ottobre 2013, ma a sorpresa è stato reso disponibile in streaming con due giorni di anticipo.
Il 9 settembre 2013 è stato pubblicato il primo singolo tratto dall'album, Reflektor, sebbene accreditato alla band fittizia The Reflektors. Nella stessa data è stata rivelata la copertina dell'album, ovvero un'immagine della statua Orfeo ed Euridice di Auguste Rodin.
Il 26 settembre l'intero album viene pubblicato in anticipo dal gruppo su YouTube (in un video accompagnato dalle immagini del film Orfeo negro, impostato in un secondo momento come "privato") e su Spotify, probabilmente a causa della diffusione online da parte di anonimi dell'album.

## Tracce
Disco 1
Nella versione CD l'album si apre con una "traccia nascosta", Reflektive Age (10:02), cui seguono gli altri brani:
1. Reflektor (feat. David Bowie) - 7:34
2. We Exist - 5:44
3. Flashbulb Eyes - 2:42
4. Here Comes the Night Time - 6:31
5. Normal Person - 4:23
6. You Already Know - 3:59
7. Joan of Arc - 5:25

Disco 2
1. Here Comes the Night Time II - 2:52
2. Awful Sound (Oh Eurydice) - 6:14
3. It's Never Over (Oh Orpheus) - 6:43
4. Porno - 6:03
5. Afterlife - 5:53
6. Supersymmetry - 11:17

## Singoli
- Reflektor (9 settembre 2013)
- Afterlife (28 settembre 2013)
- We Exist (26 maggio 2014)

## Formazione

### Arcade Fire
- Win Butler - chitarra, voce, basso, tastiere
- Régine Chassagne - tastiere, voce, cori, xilofono, percussioni
- Richard Reed Parry - chitarra, percussioni, cori, tastiere
- Tim Kingsbury - basso, cori, chitarra
- Will Butler - percussioni, chitarra, basso, cori
- Jeremy Gara - percussioni, chitarra, cori

### Collaboratori
FILMharmonic Orchestra Prague, David Bowie, Owen Pallett, Kid Koala, Sarah Neufeld, Marika Anthony-Shaw, Colin Stetson, Stuart Bogie, Willinson Duprate, Verrieux Zile, Baptiste Jean Nazaire, Wilkenson Magloire, Dieuveut Marc Thelus, Wichemond Thelus, Joey Lavoie, Rob Gill.